# Modiomorphoidea
Modiomorphoidea zijn een uitgestorven superfamilie uit de superorde Imparidentia.

## Families
- † Cypricardiniidae Ulrich, 1894
- † Hippopodiumidae Cox, 1969
- † Modiomorphidae S.A. Miller, 1877
- † Palaeopharidae Marwick, 1953
- † Tusayanidae Scarlato & Starobogatov, 1979